# 토리이 미사
토리이 미사(일본어: 鳥井 美沙, 6월 17일~) 일본의 성우이다. 도쿄도 출신이며, 프리랜서이다. 취미는 스키, 피아노, 긴전화, 음악감상이다.

## 약력
- 내레이터로 방송계에 데뷔.
- 1997년 - "학교에 가자!"로 내레이터로서의 지명도를 높인다.
- 1999년 - 성우 활동을 시작하다.

## 나레이터
TBS 텔레비전
- 우타반
- 학교에 가자!
- 세키구치 히로시의 도쿄 프렌드 파크 II
- 파이팅 TV24·하면 된다!
- 다운타운 세븐 퀴즈! 스타의 가족은 수수께끼 투성이? (마이니치 방송)
- 사랑의 바보녀석
- 미래 간호사 '미래 간호사 99'
- 전국 47 도도부현 현민성 발표 SP
- 쟈니즈 대운동회
- 쟈니즈 근육 번호부
- 꺄앙~&유스케의 불꽃 연애 배틀 SP
- 잠자는 모습의 디딤돌
- 톤네루즈노카바치
- 생활 달인
- 베벌리힐즈 통신판매백서!

후지 TV
- 바케스케
- 오다이바아카시 성

TV 아사히
- 3B junior의 호시즈쿠 상사 (2015년, BS 아사히)
- 느닷없이 황금 전설

TV 도쿄
- 멋대로 캐치 카피 위원회(2013년)

### CM
- 옐로 햇
- 요코하마 인터콘티넨탈
- 소테츠조이너스

### 게임
- 두근두근 메모리얼2 -시리즈 (아소 카스미)